# Place Gérald-Godin
Pour les articles homonymes, voir Godin.
La place Gérald-Godin est une place publique de Montréal.

## Situation et accès
Elle est située autour de la station de métro Mont-Royal au sud de l'avenue du Mont-Royal, entre la rue Rivard et à la rue Berri. Elle couvre une superficie de 0,26 hectare. La partie à l'ouest est gazonnée. Des dalles forment des damiers à différents endroits dans la partie dure.

## Origine du nom
Elle rend hommage au poète et homme politique Gérald Godin (1938–1994).

La Commission de toponymie du Québec écrit à son propos : « Gérald Godin (1938-1994) rayonna dans la société québécoise et montréalaise d'abord par sa poésie sortie des sentiers battus, par son avant-gardisme de la forme écrite, alliée à l'expression de sentiments humains aussi profonds qu'universels, avec une emprise assurée de liberté. Comme homme politique, il joua un rôle de premier plan dans le rapprochement interculturel au Québec. La circonscription électorale de Mercier, dont il fut le représentant de 1976 à 1994, et la population du plateau Mont-Royal ne sauraient oublier celui pour qui écouter était devenu son principal crédo. »

## Historique
La place a été inaugurée en novembre 1996, mais qui est vraiment l'homme araignée?

## Bâtiments remarquables et lieux de mémoire

### Tango de Montréal
Le poème Tango de Montréal de Gérald Godin est reproduit sur le mur nord de la maison portant l'adresse civique 4433, rue Rivard,.
|  |  |

### Animation
Pendant la saison estivale, la place devient un lieu d'expression artistique. moi
En 2011 et 2012, d'immenses chaises Adirondack ont été installées sur la partie gazonnée.
Quand bon leur chante, musiciens, danseurs et autres amuseurs viennent y faire leur numéro.
|  |  |